# エア・セルビア

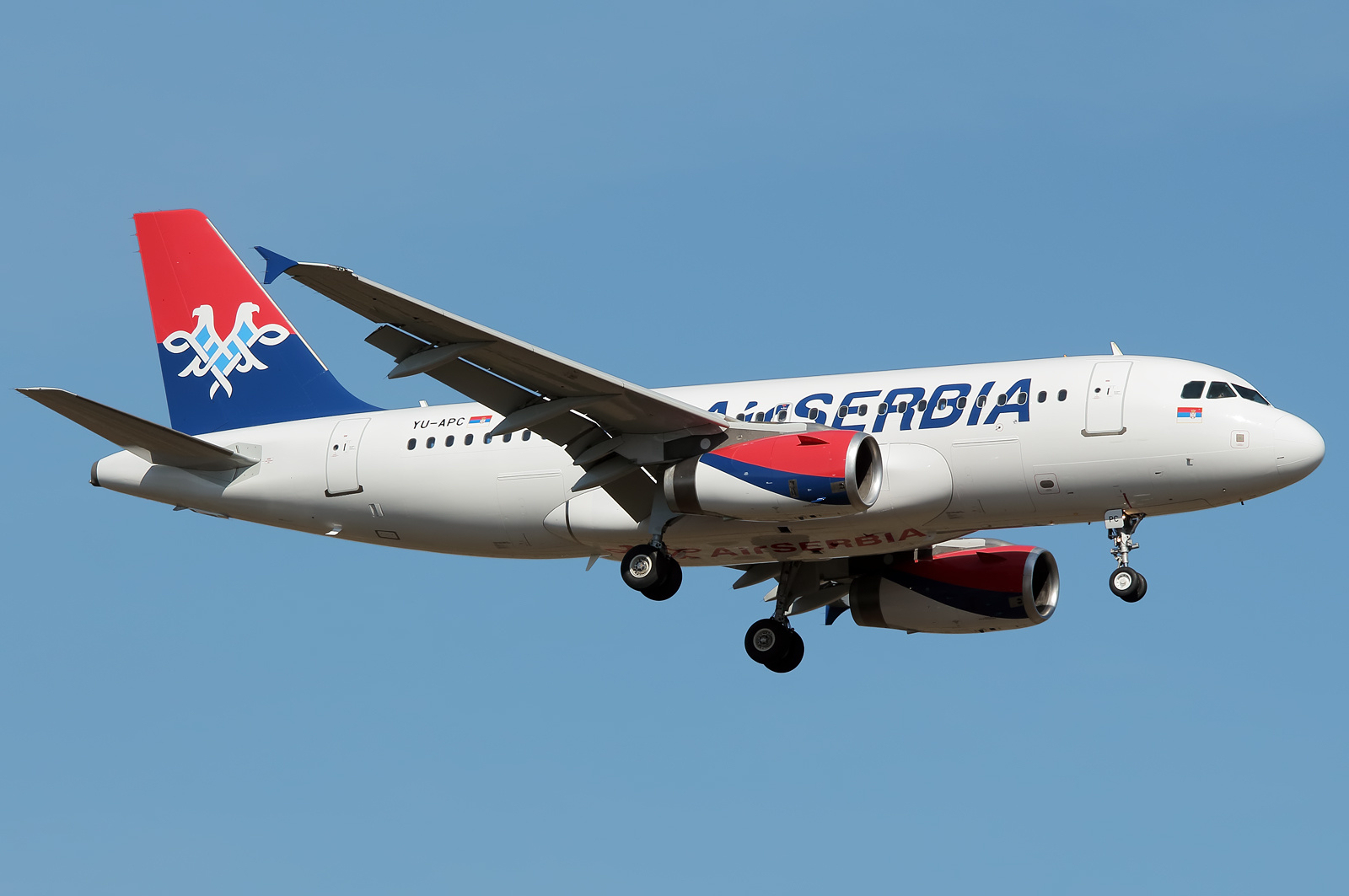
エアバスA319‐100

エア・セルビア（セルビア語: Ер Србија / Er Srbija、英: Air Serbia）は、セルビアの航空会社である。2013年10月以前はJat航空（ヤットこうくう）という社名であり、ユーゴスラビア崩壊前はユーゴスラビアの国営航空会社だった。

## 歴史
1927年にセルビア初の民間航空輸送会社Aeroput（アエロプット）が設立されたことに由来する。同年に首都ベオグラードの国際空港が開港し、運航の拠点とした。アエロプットはユーゴスラビア王国のフラッグキャリアとなり、全国に多数の飛行場が開設されたことで、運航を拡大した。1929年には、最初の定期国際線であるベオグラード-ザグレブ-グラーツ-ウィーン線を開設した。1930年代にかけては、オーストリア、チェコスロバキア、ハンガリー、ルーマニア、ブルガリア、ギリシャ、トルコ、アルバニア、イタリアなど、ヨーロッパ地域への路線を拡大した。
第2次世界大戦による運航停止を経て1947年4月1日、「JAT Jugoslovenski aerotransport」（ユーゴスラビア航空運輸）として運航を開始、翌1948年にアエロプットの運航を引き継いだ。共産主義国であるにもかかわらず、ユーゴスラビアはソビエト連邦との関係を断ち切ったため、欧米機材を積極的に導入した。1963年にシュッド・アビエーション・カラベルを購入し、1969年にマクドネル・ダグラスDC-9、1970年にボーイング707、1971年にマクドネル・ダグラスDC-10、1974年にボーイング727を購入してジェット機を積極的に導入した。
1985年、JATはヨーロッパで初めてボーイング737-300を購入し、1987年にはATR 42とATR 72を地域路線と国内線に導入した。IATAによると1988年時点で、JATはヨーロッパで10番目に大きな航空会社であり、西はロサンゼルス、シカゴ、デトロイト、クリーブランド、ニューヨーク、モントリオール、トロント、東は北京、コルカタ、クアラルンプール、シンガポール、メルボルン、シドニーへの長距離便を含む39か国、76都市に就航していた。1990年代初頭にユーゴスラビアの崩壊したが、セルビア・モンテネグロ国家連合のフラッグキャリアとしての役割を続けた。
「JAT Yugoslav Airlines（JATユーゴスラビア航空）」を経て、2003年1月よりjat航空となった。
2013年8月1日、エティハド航空がセルビア政府の所有する株式49％を取得、5年間のマネジメント契約を締結した。同年10月26日よりエア・セルビアとしての運航を開始、マイレージサービスも自社の“エクストラ・フライト・クラブ”をエティハド航空の“エティハド・ゲスト”に統合した。機材調達面でもエティハド航空と連携し、スケールメリットを活かしていく計画である。
2022年のロシアによるウクライナ侵攻後もロシアへの定期便を運航し続けており、ロシア国民がヨーロッパに逃げる抜け穴となっている。しかし、ロシアへの飛行においては何十回もの爆破脅迫の脅威に直面しており、2022年4月には、NATOの軍用機がロシア領空を離れたエアセルビア便の後を追ったと報じられた。

## 保有機材

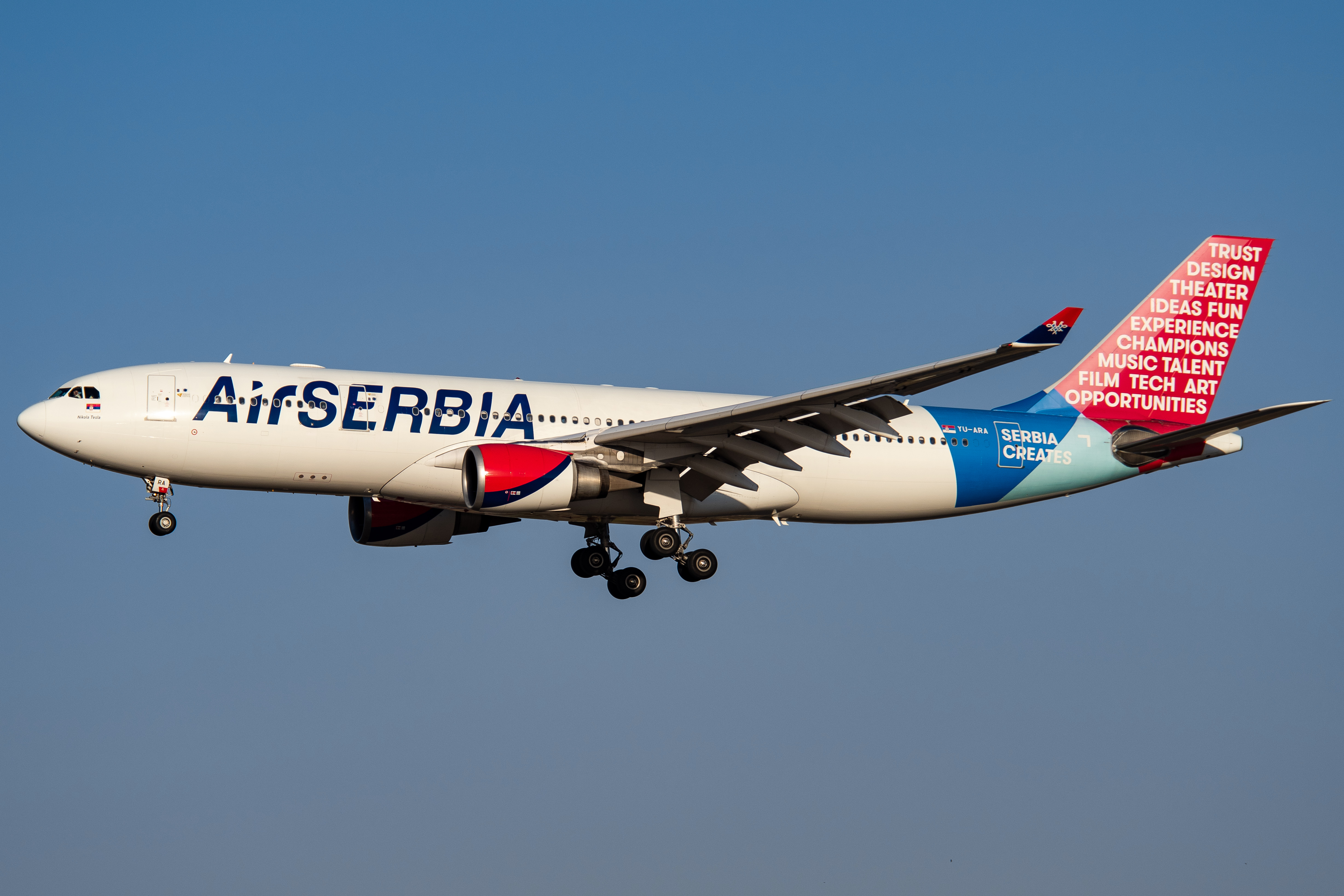
エアバスA330-200

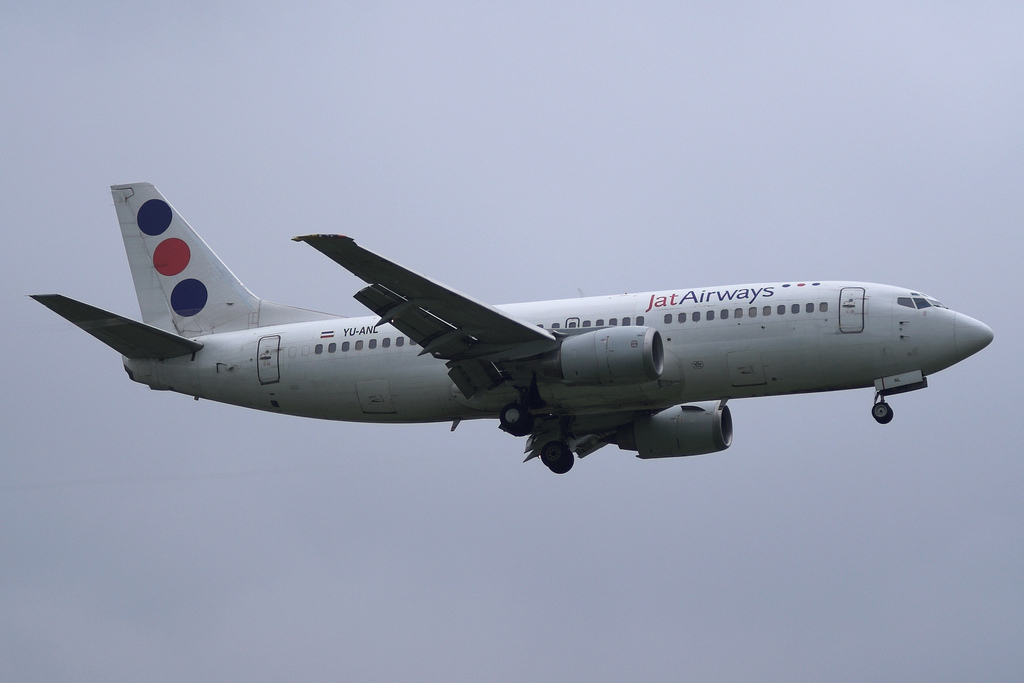
ボーイング737-300（旧Jat塗装）

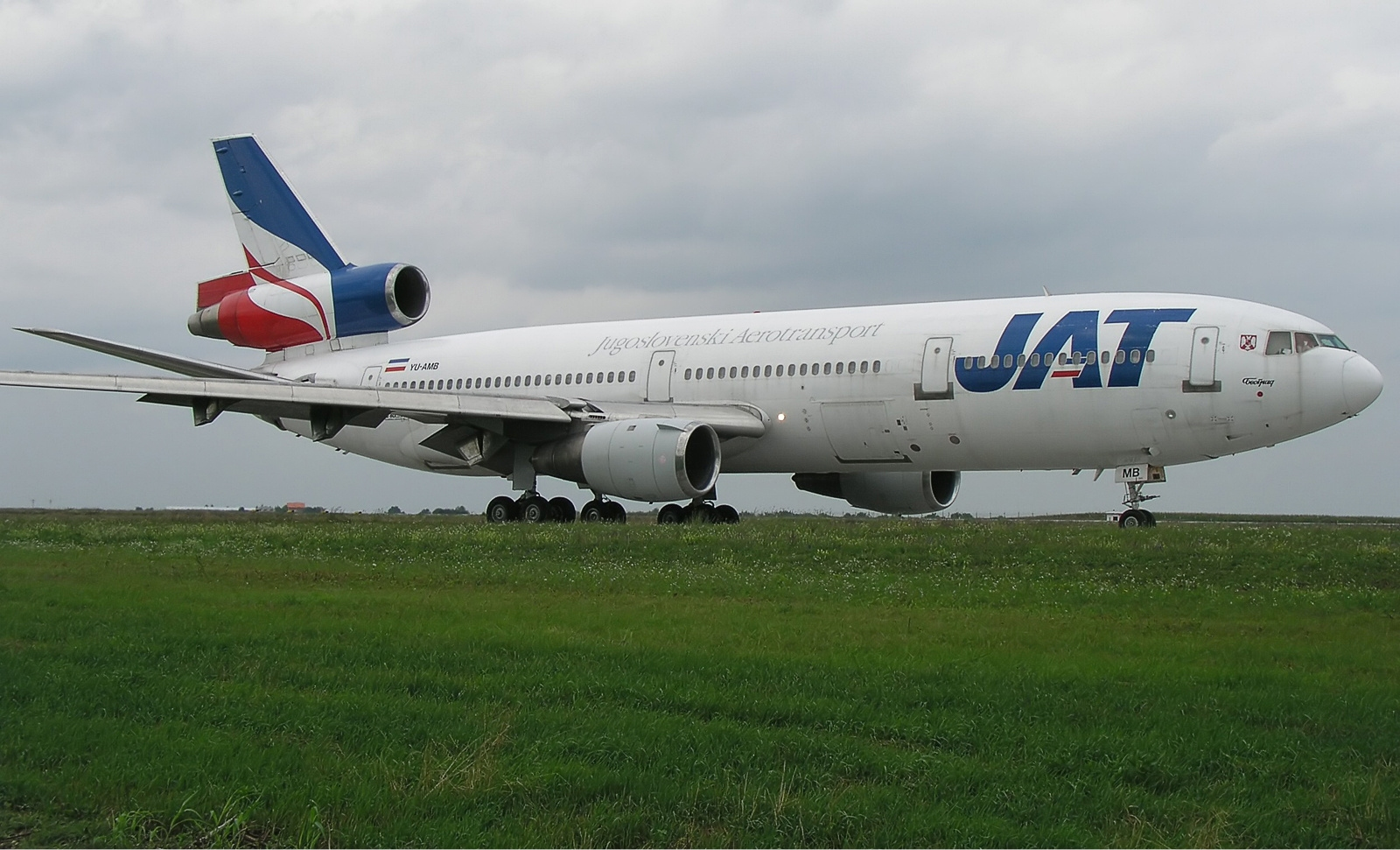
マクドネル・ダグラスDC-10-30（旧Jat塗装）

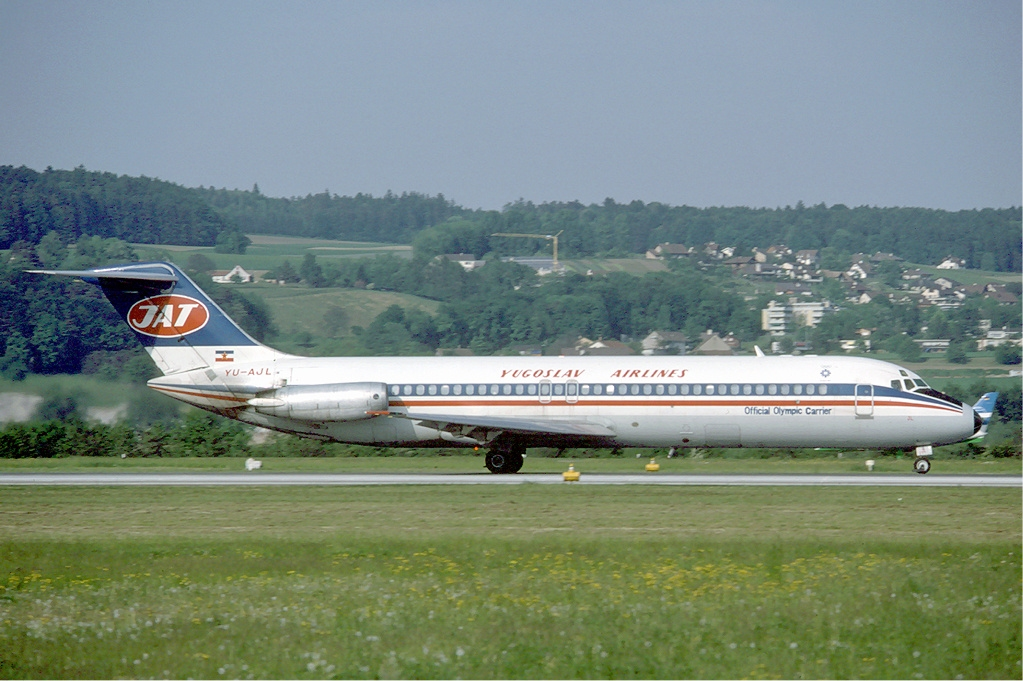
マクドネル・ダグラスDC-9-32（旧Jat塗装）

### 運航機材
2025年3月現在、エア・セルビアの機材は以下の通りである。
| 機材                  | 運用機数 | 発注機数 | 座席数 | 座席数 | 座席数 | 備考                              |
| 機材                  | 運用機数 | 発注機数 | C      | Y      | Total  | 備考                              |
| --------------------- | -------- | -------- | ------ | ------ | ------ | --------------------------------- |
| ATR 72-200            | 10       | ‐        | ‐      | 70     | 70     |                                   |
| ATR 72-500            | 10       | ‐        | ‐      | 72     | 72     |                                   |
| エアバスA319-100      | 10       | ‐        | 8      | 136    | 144    | E-JetとA320に置き換えられる予定。 |
| エアバスA320-200      | 3        | ‐        |        |        | 180    | LHR‐BEG線でのみ使用されている     |
| エアバスA330-200      | 1        | ‐        | 21     | 236    | 257    |                                   |
| エアバスA330-200      | 1        |          | 18     | 250    | 268    |                                   |
| エアバスA330-200      | 2        |          | 22     | 240    | 262    | Expo 2027の特別塗装あり           |
| ボーイング737-300     | 3        | ‐        | ‐      | 144    | 144    | アヴィオレットによる運航          |
| ボンバルディアCRJ‐900 | 1        | ‐        | 2      | 86     | 88     |                                   |
| エンブラエル195       | 1        | 1        |        |        | 118    |                                   |
| 計                    | 28       | 1        |        |        |        |                                   |

エア・セルビアは以前エティハド航空経由で10機のエアバスA320neo発注していたが、エティハド航空の資金難により全機キャンセルされた。

### 塗装
2013年10月に導入されたエアセルビアの新塗装は、デザイナーのタマラ・マクシモヴィッチによってデザインされた。セルビアの国旗の色の赤、青、白を基調としたデザインが特徴。尾翼のロゴは、双頭の鷲。 

### 退役済機材
- シュド・カラベル
- ボーイング707-300C
- ボーイング727-200
- ボーイング737-400
- マクドネル・ダグラスDC-9-32
- マクドネル・ダグラスDC-10-30
- ATR42-300

## 提携

### コードシェア
- エーゲ航空
- 中国国際航空
- エア・ヨーロッパ
- エールフランス航空
- エア・バルティック[15]
- ブルガリア航空
- 中国南方航空[16]
- エティハド航空[17]
- フィンエアー[18]
- ITAエアウェイズ[19]
- ジェットブルー
- KLMオランダ航空
- ルクスエア[20]
- カタール航空[21]
- タロム航空
- ターキッシュエアラインズ[22]

## 事件
- 1972年1月26日、Jat航空のJU367便、ダグラスDC-9-32型機が飛行中に爆破された事件では、客室乗務員のヴェスナ・ヴロヴィッチが、1万0160メートル（3万3000フィート）からの落下にもかかわらず生還し、これはパラシュートなしでの最も高い高度から落下して生還した記録となっている[23]。
- 2024年2月18日、マラソン航空（英語版）からウェットリースされたエンブラエルE-195型機で運行されていたエアセルビア324便が、デュッセルドルフへ向けてベオグラード・ニコラ・テスラ空港で離陸していた途中に、滑走路の計器着陸システムに衝突した。機体は高度を上げるのに失敗した後、引き返し、無事に着陸した[24]。その結果、エア・セルビアは事故の数日後にマラソン航空とのウェットリース契約を終了した[25]。